# 10197 Senigalliesi
10197 Senigalliesi este un asteroid din centura principală de asteroizi.

## Descriere
10197 Senigalliesi este un asteroid din centura principală de asteroizi. A fost descoperit pe 18 octombrie 1996 la Pianoro de Vittorio Goretti. Asteroidul prezintă o orbită caracterizată de o semiaxă mare de 2,84 ua, o excentricitate de 0,07 și o înclinație de 1,8° în raport cu ecliptica.